# Manoir de la Vieille Ville
Le manoir de la Vieille Ville est un édifice situé à Loyat en France.

## Localisation
Le manoir est situé sur le territoire de la commune de Loyat, au lieu-dit la Vieille Ville, dans le département du Morbihan en région Bretagne.

## Description
Le manoir du XVIe siècle, de plan allongé divisé par un mur de refend ; à gauche salle avec cheminée monumentale à piédroits Renaissance, hotte à corniche au linteau déposé ; grande hauteur de plafond. Le mur de refend semble rapporté : collages aux deux bouts du mur. À droite pièce non chauffée, d'usage agricole ? (cellier ?).L'étage, de faible hauteur, n'est pas divisé. Charpente refaite. En façade deux rangées de boulins encadrent deux fenêtres ; sur le linteau de celle de droite un écu porte des armoiries non identifiées (3 épées, pointe vers le bas). Plusieurs portes murées en pignon et façade postérieure. Édifice à un étage carré construit en moellons sans chaîne en pierre de taille en grès granite et schiste, toiture à longs pans couverte d'ardoises, pignon couvert.

## Historique
Le manoir est inscrit à l'inventaire général du patrimoine culturel en 1984.